# GM G-platform (RWD)
Het GM G-platform (RWD) was een autoplatform van het concern General Motors voor middenklassewagens met achterwielaandrijving. Het platform was afgeleid van het A-platform en werd voor het eerst gebruikt voor de modeljaren 1969 tot 1972. Van 1982 tot 1988 werd het opnieuw gebruikt voor een tweede serie voertuigen. Die tweede serie werd al sinds 1978 gebouwd op basis van het A-platform, maar dat werd gewijzigd in het G-platform toen General Motors in 1982 het nieuwe A-platform met voorwielaandrijving introduceerde.

## Modellen op het GM A/G-platform (1969-1972)
- 1969-1972: Pontiac Grand Prix
- 1970-1972: Chevrolet Monte Carlo

## Modellen op het GM G-platform (1982-1988)
- 1982-1987: Buick Regal
- 1982-1987: Chevrolet El Camino
- 1982-1983: Chevrolet Malibu
- 1982-1988: Chevrolet Monte Carlo
- 1982-1987: GMC Caballero
- 1982-1987: Oldsmobile Cutlass Supreme
- 1988: Oldsmobile Cutlass Supreme Classic
- 1982-1983: Oldsmobile Cutlass Cruiser
- 1982-1983: Pontiac Grand LeMans (uitsluitend in Canada)
- 1982-1986: Pontiac Bonneville
- 1982-1987: Pontiac Grand Prix